# Ивановский областной радиотелевизионный передающий центр
Ивановский областной радиотелевизионный передающий центр (филиал РТРС «Ивановский ОРТПЦ») — подразделение Российской телевизионной и радиовещательной сети, основной оператор цифрового эфирного и аналогового эфирного теле- и радиовещания Ивановской области.
Ивановский филиал РТРС снабжает цифровым эфирным и аналоговым эфирным теле- и радиосигналом население Ивановской области, способствует развитию мобильной телефонной связи и обеспечивает взаимодействие органов госуправления. Вещание ведётся с 14 объектов связи. 20 цифровых эфирных телеканалов в стандарте DVB-T2 доступны для 99 % жителей области.

## История

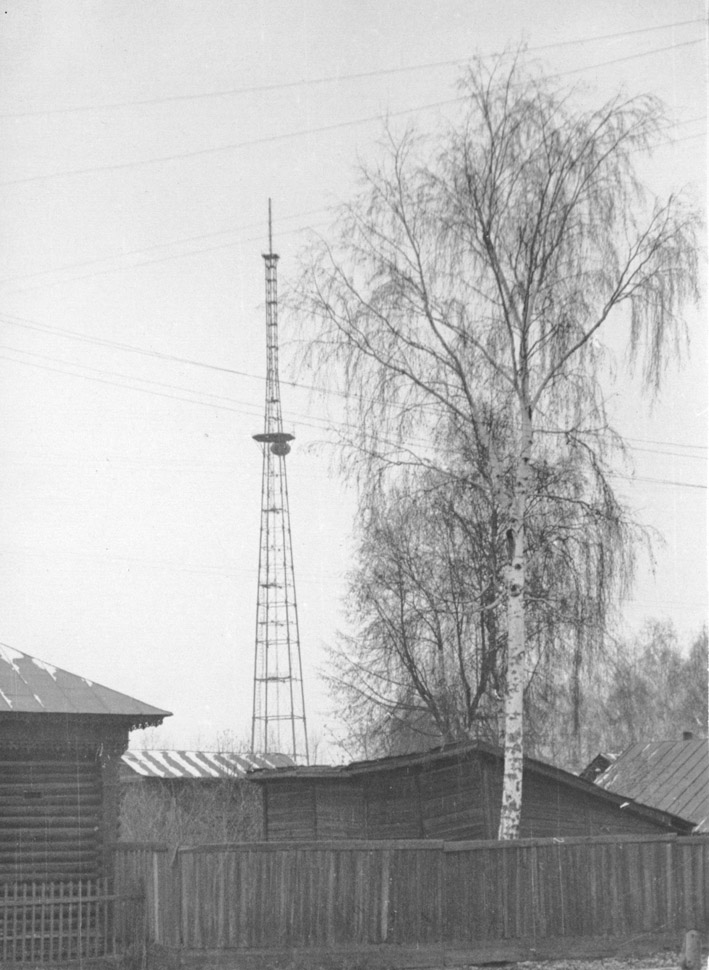
Вид на телебашню в Иванове, 1960 год

### 1920—1930-е годы
В апреле 1921 года организована первая в Иваново-Вознесенске радиостанция.
В 1925 году при Иваново-Вознесенском губернском профсоюзном совете создан радиоузел. В здании Дворца труда (бывшей гостинице «Националь») установлен вещательный передатчик ЛФМ-4 «Малый Коминтерн» мощностью 1,2 кВт, созданный Нижегородской радиолабораторией.
11 июня 1925 года НКПТ СССР на средних волнах запустил регулярное радиовещание в Иваново-Вознесенской губернии. Церемония открытия Иваново-вознесенской широковещательной радиотелефонной станции состоялась в 17:00. На открытии выступил председатель губпрофсовета Константин Павлович Машкин, после передали первый номер газеты «Радио-Рабкрай», а в завершении силами музыкального техникума дан радиоконцерт. Станция работала на волне 800—1000 метров, вещание велось с 16 до 22 часов, голос диктора было слышно в Нижегородской губернии.
Ивановская радиостанция стала четвёртой в СССР после Москвы, Санкт-Петербурга и Нижнего Новгорода.
В 1929 году началось строительство средневолновой радиостанции РВ-31 мощностью 10 кВт в местечке Воронниково (теперь улица Попова) в Иванове.
25 апреля 1931 года состоялся официальный ввод в эксплуатацию радиостанции в городе Иваново. В эфире можно было услышать одну центральную программу и одну областную. В дневные часы трансляции проводились для слушателей областного центра и районных городов, в ночное время связь была необходима для проведения всесоюзных и областных перекличек. Большую часть времени транслировалась центральная программа с передатчика мощностью 10 кВт на средней волне 324 метра. Сигналы новой мощной станции принимали вплоть от Североморска до территории нынешнего Израиля.
Постоянная передача в то время — радио-газета «Рабочий край», выпускавшаяся один раз в неделю с апреля 1931 по 30 сентября 1932 года.

### 1950—1970-е годы
15 сентября 1955 года Совет Министров СССР постановил разработать в 1956—1957 годах аппаратуру УКВ телевизионных радиостанций с антенно-фидерными системами и телевизионных приемников для работы в новых частотных каналах в диапазоне выше 100 мГц.
В 1956 году разработаны типовые проекты, утверждены мероприятия по строительству радиорелейной линии (РРЛ) и ретрансляционных телевизионных станций для обеспечения трансляции телевизионных передач.
В 1957 году введена в эксплуатацию радиолокационная станция «Стрела М».
7 ноября 1957 года в Ивановской области проведена первая пробная передача телевизионного сигнала с передатчика ТРСО мощностью 20 Вт в городе Родники.
1958 год ознаменовался строительством радиотелевизионной станции на Первой Напорной улице в местечке Хуторово в Иванове. Технический комплекс станции состоял из 145-метровой башни и одноэтажного технического здания. Со станции начал вещание двухпрограммный УКВ-радиопередатчик «Дождь-1». В эфире звучали передачи Первой всесоюзной программы, ивановского радио и «Маяка».
В апреле 1958 года завершился монтаж телевизионного передатчика МТР 2/1, с которого началось вещание на пятом телевизионном канале (ТВК).
В 1958—1959 годах введены в строй шесть маломощных телевизионных ретрансляторов в Комсомольске, Юже, Кинешме, Родниках, Вичуге и Юрьевце.
В 1960 году введена в эксплуатацию радиорелейная линия Р-60.
19 января 1971 года Министерство связи СССР и Ивановский облисполком утвердили техническое задание на строительство двухпрограммной радиотелевизионной станции Родники и РРЛ Иваново.
12 января 1972 года Исполком Родниковского городского Совета депутатов трудящихся принял решение о выделении земельного участка площадью 16 га для строительства радиотелевизионной станции с мачтой 330 метров. Мачта строилась по типовому проекту Н-350.

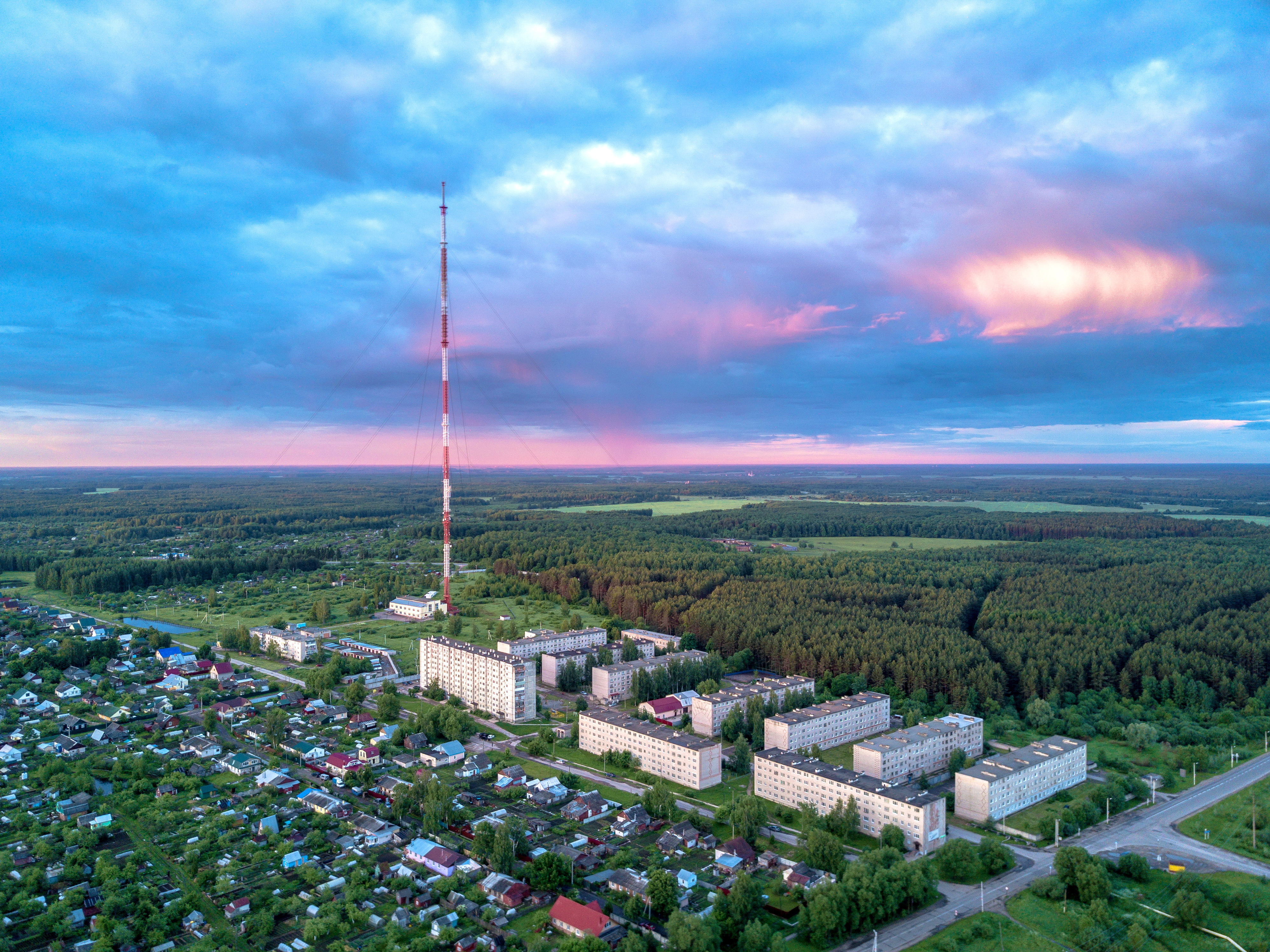
Вид на мачту в городе Родники

В 1973 году построена РРЛ «Дружба». РРЛ наладила передачу Первой и Второй программ Центрального телевидения (ЦТ) из Москвы в Иваново. В результате запуска линии по московскому направлению возможно было пропускать до 1000 телефонных каналов.
10 августа 1973 года трансляция Второй программы ЦТ начата с нового передатчика ТРСА-100.
9 декабря 1976 года Государственная комиссия с оценкой «отлично» приняла в эксплуатацию РРЛ «Дружба» (Иваново — Родники) и радиостанцию «Лен».
С 1976 года радиовещание велось с Ивановской РТС и с радиостанции «Дождь-2», установленной в здании РТС Родники.
В 1977 году станция в Родниках высотой в 330 метров и весом в 380 тонн начала передавать сигнал на метровых волнах.
30 января 1977 года на 12 ТВК стартовало регулярное вещание Центрального телевидения.
30 апреля 1977 года началось радиовещание двух программ в УКВ диапазоне (передатчик «Дождь-2»).
В 1978 году отключен передатчик МТР 2/1 и запущен второй ТРСА.
22 марта 1978 года заработала Первая программа ЦТ на 5 ТВК (передатчик «Ураган»).
В 1978 году по распоряжению Министерства связи закрыта Радиостанция РВ-31.

### 1980—1990-е годы

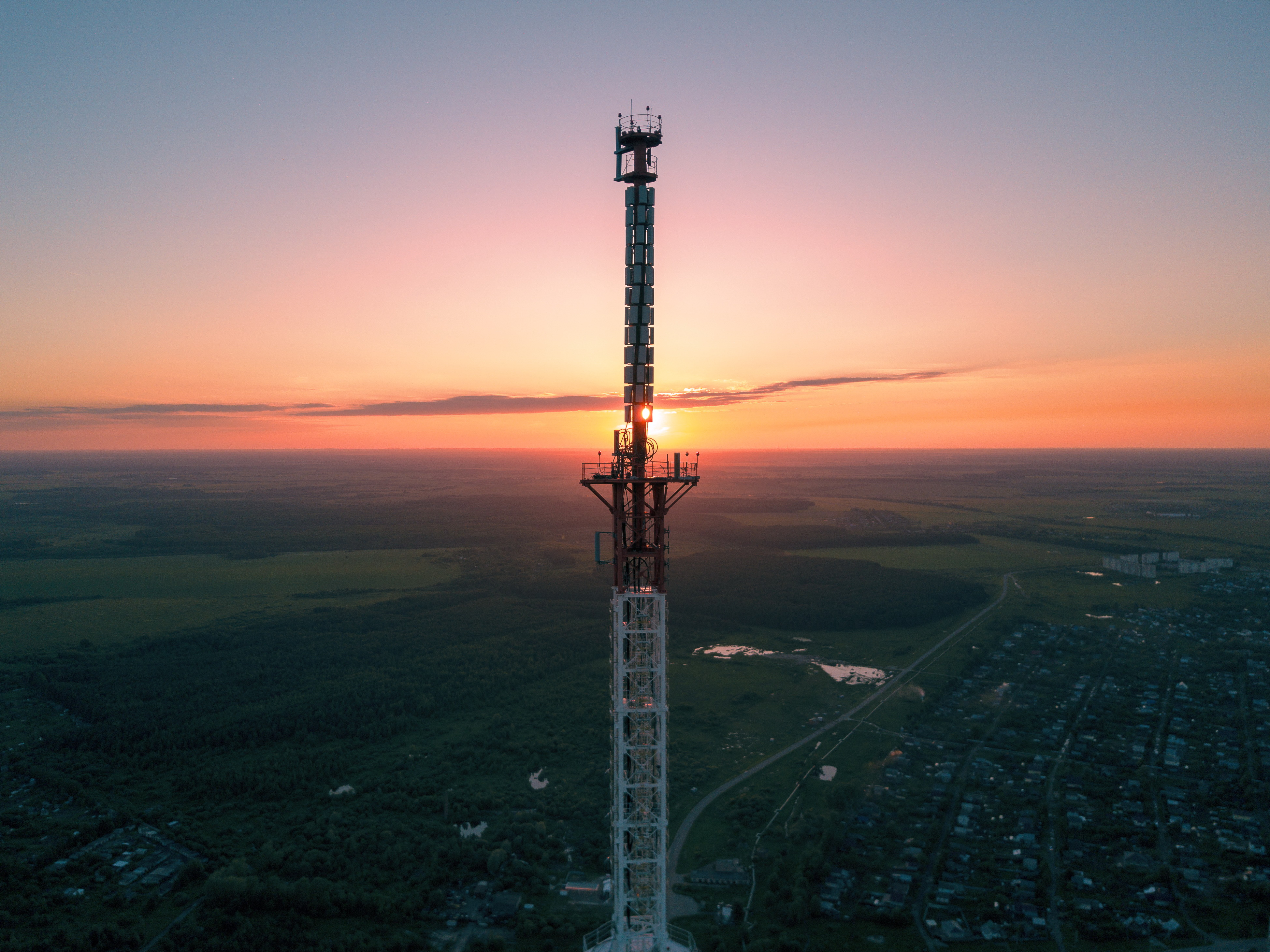
20-метровая антенна на родниковской мачте

В октябре 1980 года заработал двухпрограммный ретранслятор в Юрьевце. Вторая программа ЦТ транслировалась в дециметровом диапазоне.
В 1983 году заработал ретранслятор в городе Пучеж, а в 1984 году в Ильинском-Хованском.
Летом 1986 года предприятием «Ивановостальконструкция» проведена реконструкция мачты в Родниках. Конструкцию нарастили на 20 метров для установки передающей антенны, позволившей транслировать Ленинградскую программу. Обновлённая мачта высотой 350 метров стала самым высоким сооружением Ивановской области.
В том же 1986 году, осенью, выполнен ввод в работу передатчика дециметрового диапазона, и с этого момента на 30 ТВК начали передавать в областной эфир Ленинградскую программу.

### 2000-е годы
Событием 2001 года стало включение ивановского радиотелецентра в Российскую телевизионную и радиовещательную сеть.
За 2004—2009 годы Ивановский филиал РТРС модернизировал оборудование. На смену старым телевизионным и радиовещательным передатчикам пришли новые твердотельные:
- в 2004—2005 годах на радиотелестанции в Родниках проведена установка клистронного передатчика TESLA, имеющего мощность 20 кВт;
- в 2004—2006 годах на ретрансляционных станциях в Ильинском-Хованское, Пучеже и Юрьевце произведён монтаж ламповых маломощных передатчиков;
- в 2006 году станции оборудовали клистронными передатчиками «Ильмень» мощностью 5 кВт для 27 и 32 ТВК;
- в 2007 году совершена установка ламповых телевизионных передатчиков 5 и 12 ТВК, имеющих мощность 25 кВт, и ламповых радиовещательных передатчиков «Дождь-2».

Модернизация оборудования послужила залогом улучшения качества и надёжности трансляций телерадиопрограмм. Также на станции снизилось потребление электроэнергии.
В 2004—2008 годах количество транслируемых филиалом программ увеличилось. В Ильинском-Хованском, Пучеже и Юрьевце на телевизионных ретрансляторах запущены передатчики телепрограмм «Россия К», «Спорт» и «Петербург-5 канал». В Родниках началось вещание каналов «Спорт» и «Петербург-5 канал».

## Деятельность

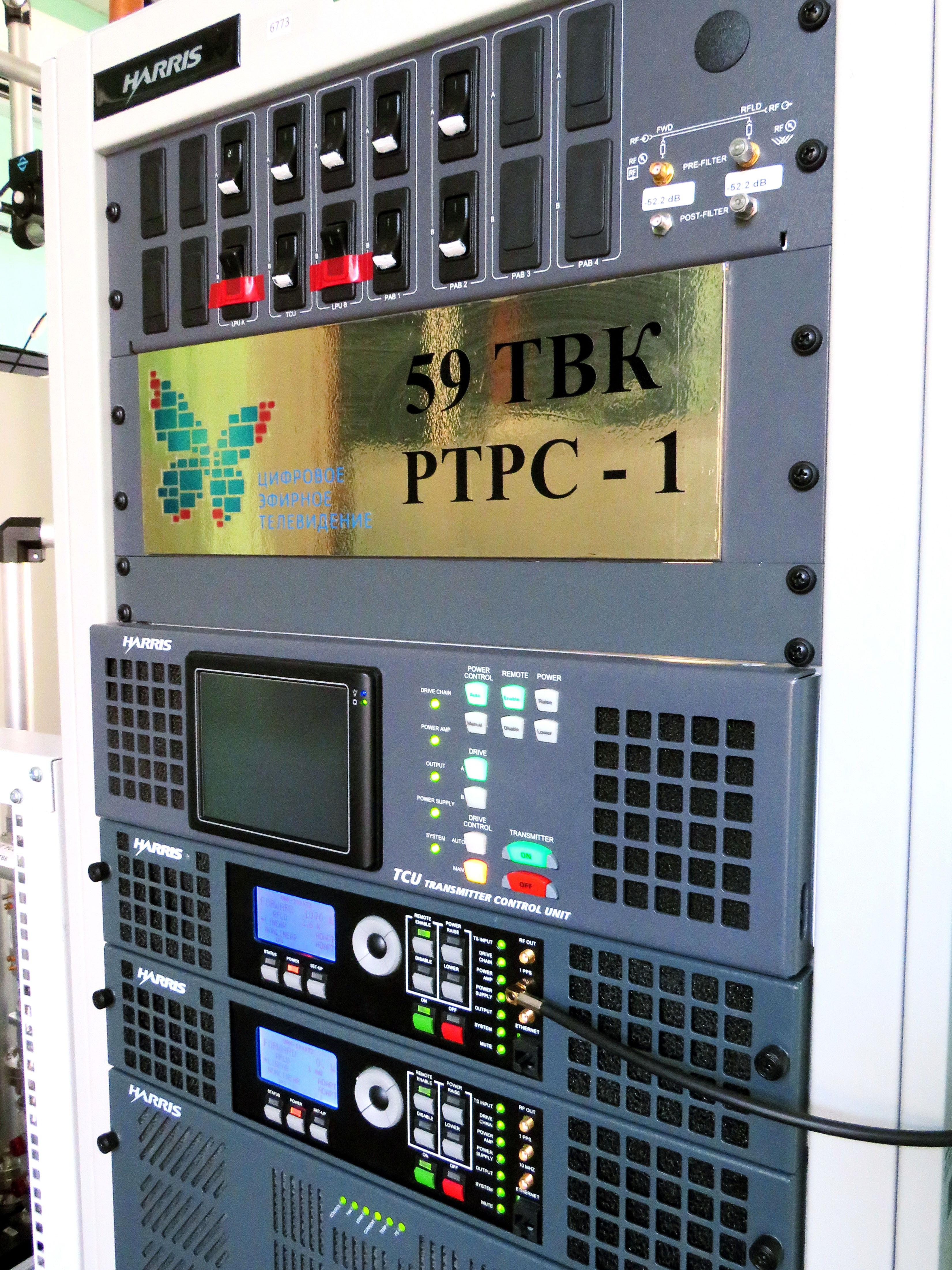
ТВ-передатчик Harris

3 декабря 2009 года постановлением Правительства России № 985 утверждена федеральная целевая программа, которая определила этапы и сроки совершения перехода страны на цифровые технологии в телевещании. Ивановская область вошла в третью очередь создания сети цифрового эфирного вещания.
В 2013 году цифровое эфирное вещание началось в Иванове, Пучеже и Юрьевце.
14 ноября 2014 года в Родниках начал тестовое вещание цифровой телевизионный передатчик Harris мощностью 10 кВт, который обеспечил цифровым вещанием 80 % жителей Ивановской области. С началом эксплуатации этого передатчика жители региона получили бесплатный доступ к 10 общероссийским обязательным общедоступным телевизионным и трём радиовещательным программам.
24 октября 2017 года началась тестовая трансляция с новых станций в Воскресенском, Тейкове и Елховке. Пакет цифровых программ РТРС-1 (первый мультиплекс) в этих населённых пунктах и их окрестностях стал доступен 195 тысячам жителей.
С 26 декабря 2018 года на территории Ивановской области запущен пакет из следующих 10 цифровых телеканалов РТРС-2 (второй мультиплекс). Это позволило жителям области смотреть бесплатно 20 общероссийских обязательных общедоступных телеканалов в цифровом качестве.
6 апреля 2019 года в торговом центре «Серебряный город» появилась телеаллея. Открытие состоялось как знак готовности Ивановской области к переходу на цифровое телевещание.
15 апреля 2019 года Ивановская область отключила аналоговое вещание федеральных телеканалов и перешла на цифровое вещание.
В апреле 2020 года на РТС Иваново в результате реконструкции бывшего помещения Ростелекома введено в эксплуатацию административное здание «Алтай».
В 2021 году к 90-летию Ивановского радиотелецентра филиал выпустил историко-публицистическое издание «По волнам нашей памяти».

## Организация вещания
РТРС транслирует в Ивановской области:
- 20 телеканалов и три радиоканала в цифровом формате — два мультиплекса. Вещание первого мультиплекса ведётся на 59 ТВК (778 МГц), второго мультиплекса на 57ТВК (762 МГц);
- два телеканала и 13 радиоканалов в аналоговом формате.

Производственно-технический комплекс оборудования ивановского филиала РТРС включает:
- областной радиотелецентр (Иваново);
- одно производственное подразделение (Родники);
- центр формирования мультиплексов[44];
- 14 передающих станций;
- 14 антенно-мачтовых сооружений;
- 43 земных спутниковых станции.

С 5 сентября 2013 года по 18 сентября 2019 года в Иванове работал центр консультационной поддержки цифрового телевидения.

### Антенно-мачтовые сооружения
|    | Название объекта    | Район                     | Охват населения | Высота, м | Мощность, кВт | Дата запуска РТРС-1 | Дата запуска РТРС-2 |
| -- | ------------------- | ------------------------- | --------------- | --------- | ------------- | ------------------- | ------------------- |
| 1  | Воскресенское       | Лежневский район          | ~19 тыс. чел.   | 75        | 1             | 24.10.2017          | 26.12.2018          |
| 2  | Елховка             | Тейковский район          | ~11 тыс. чел.   | 75        | 0,5           | 24.10.2017          | 26.12.2018          |
| 3  | Затеиха             | Пучежский район           | ~5 тыс. чел.    | 75        | 1             | 30.11.2017          | 26.12.2018          |
| 4  | Иваново             | Городской округ Иваново   | ~708 тыс. чел.  | 153       | 1             | 30.12.2013          | 13.01.2015          |
| 5  | Иваньковский        | Гаврилово-Посадский район | ~12 тыс. чел.   | 75        | 1             | 24.11.2017          | 26.12.2018          |
| 6  | Ильинское-Хованское | Ильинский район           | ~30 тыс. чел.   | 75        | 1             | 29.12.2016          | 26.12.2018          |
| 7  | Моста               | Южский район              | ~23 тыс. чел.   | 75        | 1             | 24.11.2017          | 26.12.2018          |
| 8  | Октябрьский         | Комсомольский район       | ~18 тыс. чел.   | 75        | 1             | 24.11.2017          | 26.12.2018          |
| 9  | Пестяки             | Пестяковский район        | ~12 тыс. чел.   | 75        | 1             | 30.12.2016          | 26.12.2018          |
| 10 | Придорожный         | Заволжский район          | ~117 тыс. чел.  | 75        | 1             | 24.10.2017          | 26.11.2018          |
| 11 | Пучеж               | Пучежский район           | ~26 тыс. чел.   | 63        | 0,25          | 08.08.2013          | 26.12.2018          |
| 12 | Родники             | Родниковский район        | ~933 тыс. чел.  | 350       | 10            | 14.11.2014          | 27.02.2015          |
| 13 | Тейково             | Тейковский район          | ~40 тыс. чел.   | 75        | 0,5           | 24.10.2017          | 26.12.2018          |
| 14 | Юрьевец             | Юрьевецкий район          | ~21 тыс. чел.   | 80        | 0,5           | 15.11.2013          | 26.12.2018          |

## Региональное вещание
1 декабря 2017 года ивановский филиал РТРС совместно с ГТРК «Ивтелерадио» начал трансляцию региональных телепрограмм в составе первого мультиплекса. Региональные программы доступны на телеканалах «Россия-1» и «Россия-24» и радиостанции «Радио России».

## Галерея телевизионных башен Ивановской области

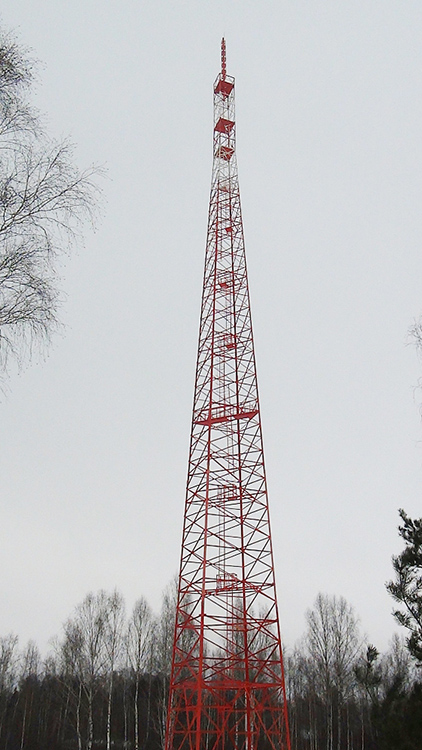
АМС Воскресенское, высота 75 метров
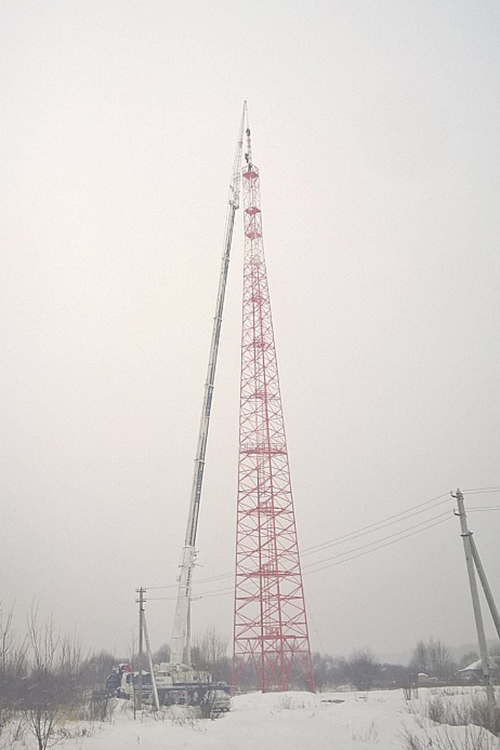
АМС Елховка, высота 75 метров
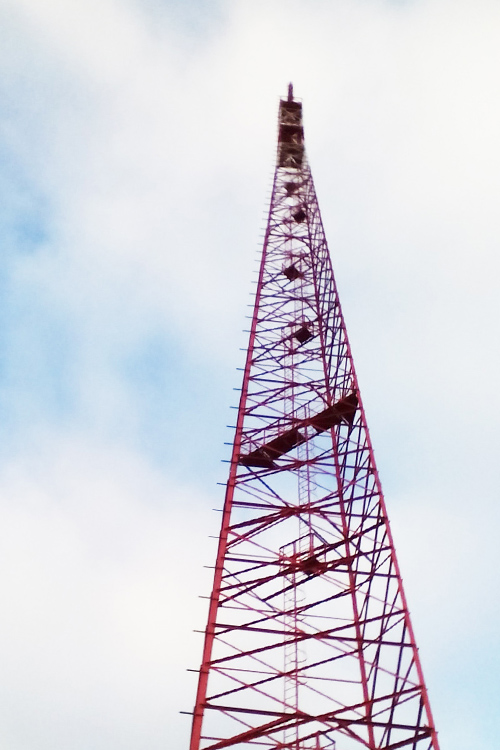
АМС Затеиха, высота 75 метров
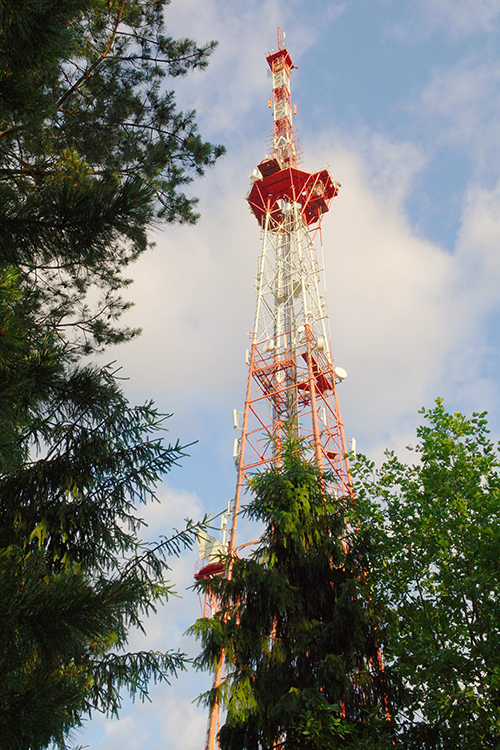
АМС Иваново, высота 153 метра
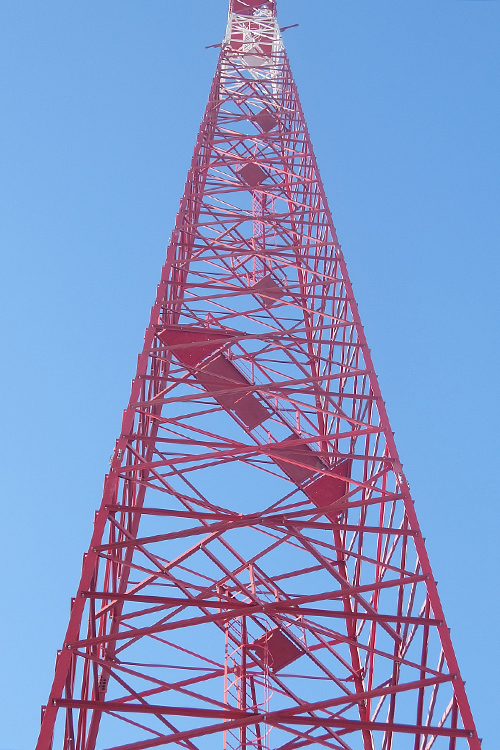
АМС Иваньковский, высота 75 метров
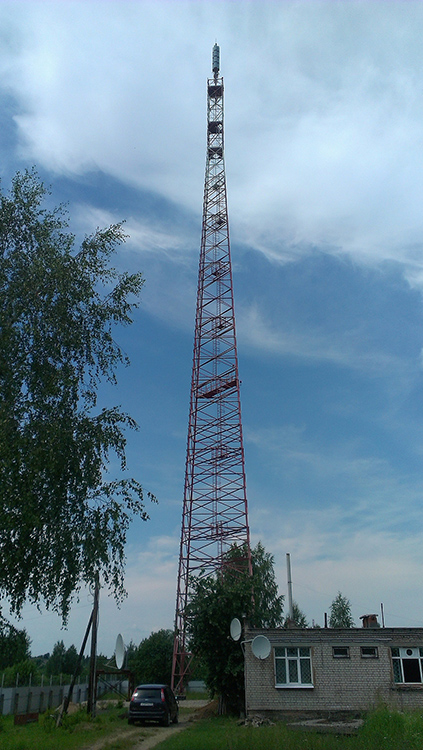
АМС Ильинское, высота 75 метров
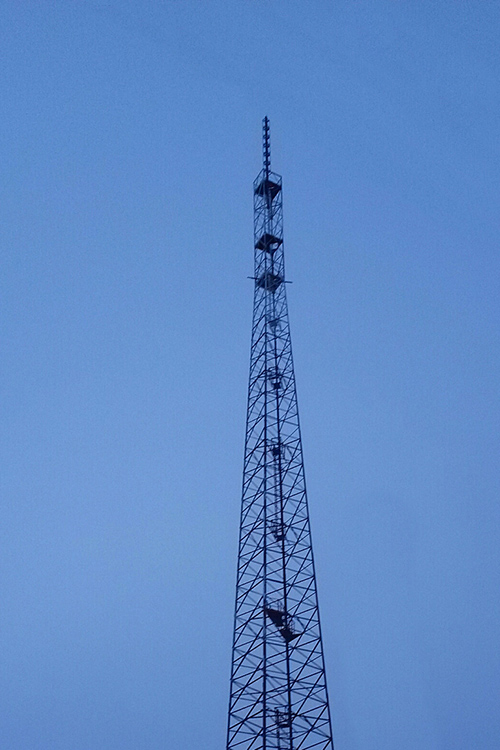
АМС Моста, высота 75 метров
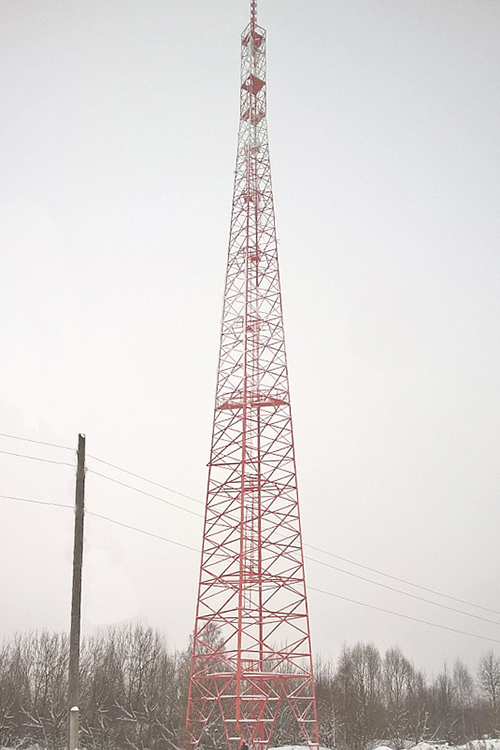
АМС Октябрьский, высота 75 метров
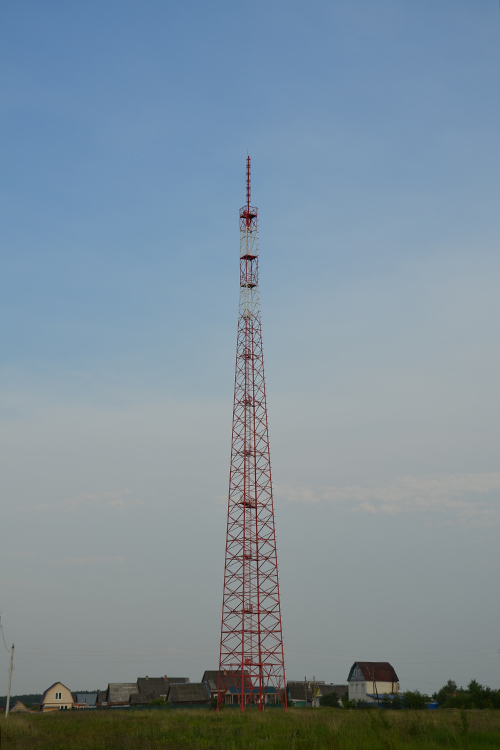
АМС Пестяки, высота 75 метров
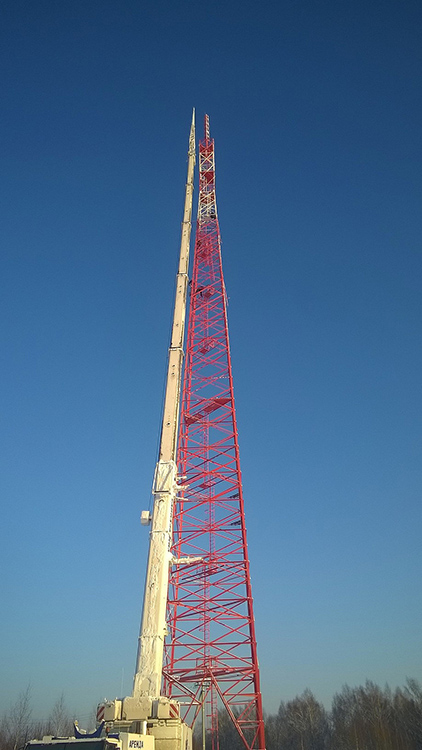
АМС Придорожный, высота 75 метров
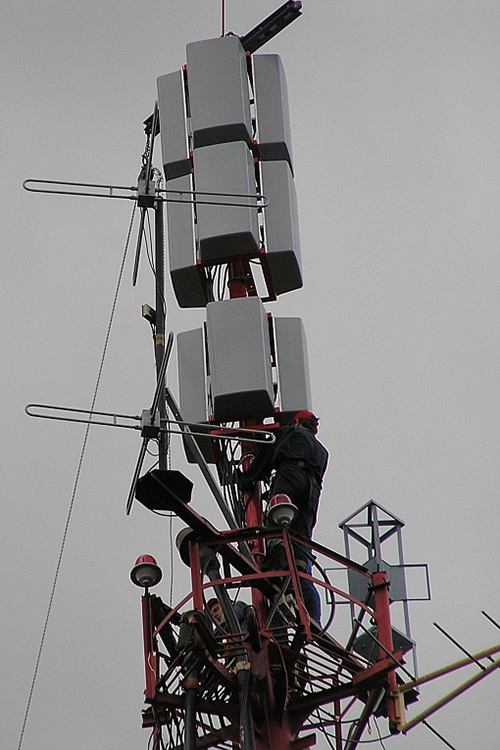
АМС Пучеж, высота 63 метра
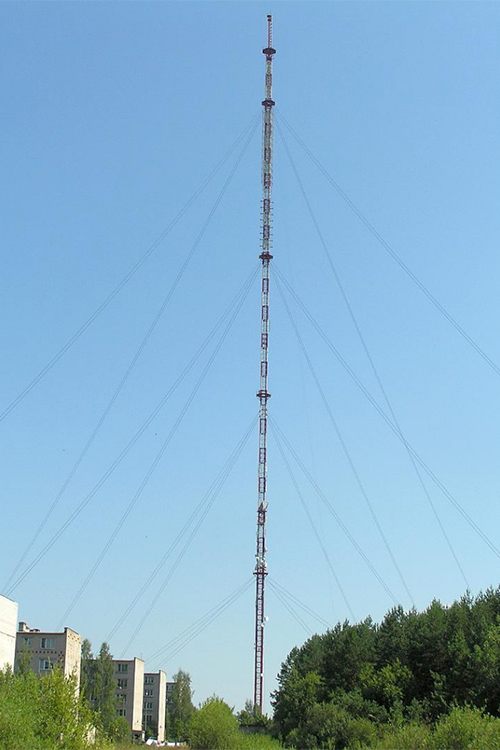
АМС Родники, высота 350 метров. Самое высокое сооружение в области
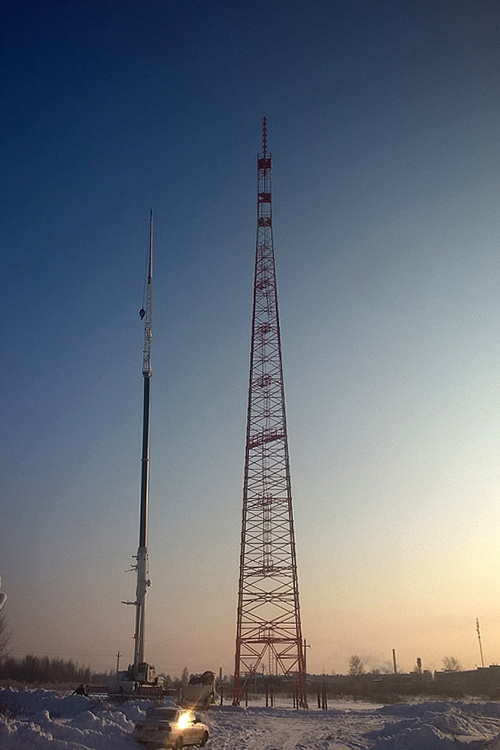
АМС Тейково, высота 75 метров
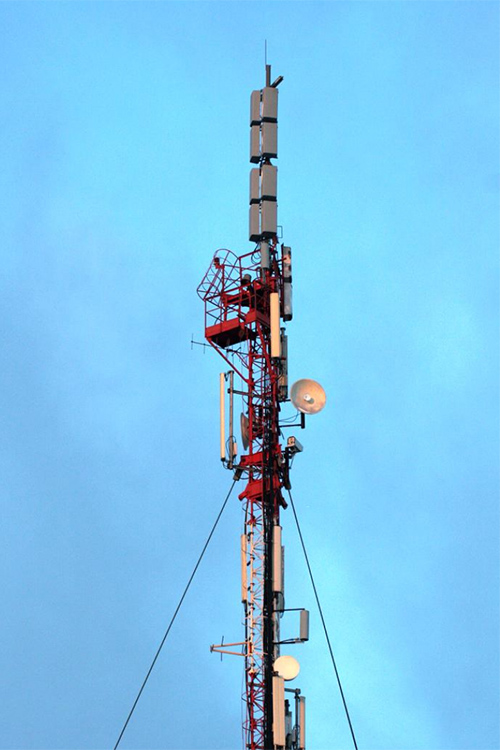
АМС Юрьевец, высота 80 метров

## Социальная ответственность
В 1999 году в ивановском филиале РТРС создана первичная профсоюзная организация. В профсоюзе филиала состоят более 90% сотрудников.

### Коллективный договор
31 марта 2023 года заключен коллективный договор РТРС на 2023—2026 годы. В новом коллективном договоре РТРС сохранены действующие социальные льготы и гарантии для работников, в том числе более 30 социальных льгот сверх предусмотренных Трудовым кодексом РФ.

### Охрана труда
В РТРС действует система управления охраной труда, соответствующая требованиям российского законодательства и нормам международного права. Система управления охраной труда предприятия призвана сохранить жизнь и здоровье работников в процессе трудовой деятельности.

### Образование
Ивановский филиал РТРС сотрудничает с профильными вузами и колледжами. Студенты проходят практику в подразделениях радиотелецентра, учатся обращаться с современной телерадиовещательной техникой, знакомятся с технологиями цифрового вещания.
Специалистов для работы в ивановском филиале РТРС готовят Ивановский государственный энергетический университет, Ивановский энергетический колледж, Ивановский радиотехнический техникум-интернат.

## Награды
14 действующих сотрудников в штате филиала отмечены почётными званиями, ведомственными наградами, благодарностями и почётными грамотами. Двое имеют нагрудный знак «Почётный радист», один награждён медалью «Ветеран труда». Директор филиала Сергей Михеев — Действительный государственный советник Российской Федерации 3 класса.
Инженер средств радио и телевидения производственной лаборатории филиала (2012-2023) награждён медалью ордена «За заслуги перед Отечеством» II степени (Указ Президента Российской Федерации от 03.08.2020 № 493).